# Sông Chi
Sông Chi (tiếng Thái: แม่น้ำชี) là con sông dài nhất nằm hoàn toàn trong lãnh thổ Thái Lan. Nó có chiều dài 765 km nhưng lưu lượng nước ít hơn con sông dài thứ hai là sông Mun. Tên của nó là "Mae Si" ([sīː]) theo tiếng Isan và tiếng Lào và được phiên âm là "Chi" trong tiếng Bangkok-Thái. Vào mùa mưa, con sông thường xảy ra lũ quét trong lưu vực của nó.

## Mô tả
Sông này bắt nguồn từ dãy núi Phetchabun, sau đó chảy về hướng Đông qua các tỉnh trung bộ của Isan: Chaiyaphum, Khon Kaen và Maha Sarakham, và sau đó hướng về phía nam qua Roi Et, Yasothon và đổ vào sông Mun tại huyện Kanthararom thuộc tỉnh Sisaket. Sông Chi mang theo khoảng 9,3 kilômét khối (2,2 mi khối) nước mỗi năm.